# Mastigophoraceae
Mastigophoraceae är en familj av bladmossor. Enligt Catalogue of Life ingår Mastigophoraceae i ordningen Jungermanniales, klassen Jungermanniopsida, divisionen bladmossor och riket växter, men enligt Dyntaxa är tillhörigheten istället ordningen Jungermanniales, klassen levermossor, divisionen levermossor och riket växter. Enligt Catalogue of Life omfattar familjen Mastigophoraceae 3 arter. 
Kladogram enligt Catalogue of Life och Dyntaxa:
| Mastigophoraceae | \| \| Dendromastigophora \| \| \| \| \| \| Mastigophora \| \| \| \| |
|                  | \| \| Dendromastigophora \| \| \| \| \| \| Mastigophora \| \| \| \| |
|                  | Dendromastigophora                                                  |
|                  |                                                                     |
|                  | Mastigophora                                                        |
|                  |                                                                     |

## Bildgalleri

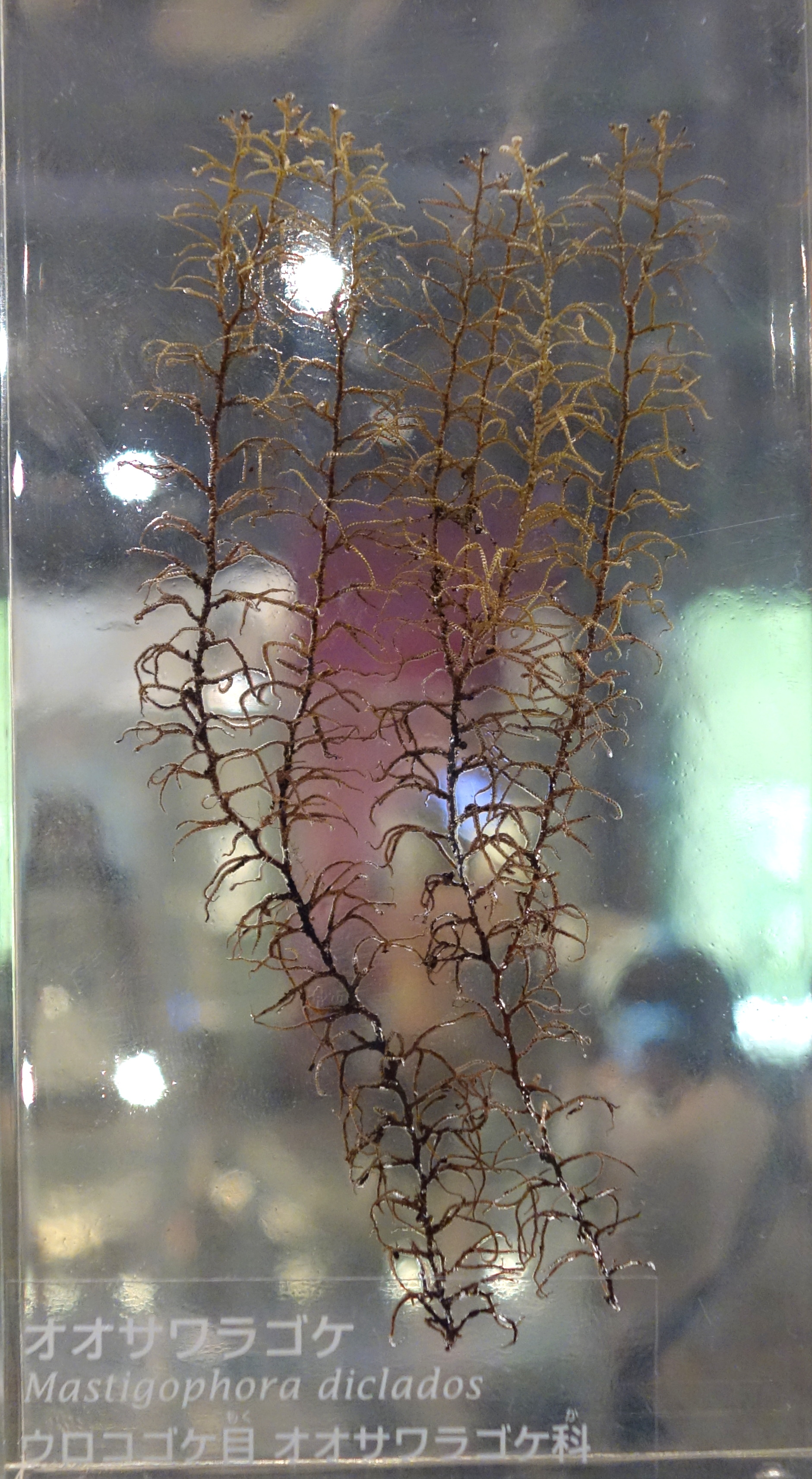